# Memphis Depay
Memphis Depay (Moordrecht, Holanda Meridional, 13 de febrero de 1994) es un futbolista neerlandés. Juega como delantero en el S. C. Corinthians del Campeonato Brasileño de Serie A.
Comenzó su carrera profesional con el PSV Eindhoven, bajo la dirección de Phillip Cocu, siendo una parte muy importante del equipo, donde anotó 50 goles en 124 partidos en todas las competiciones. Durante la temporada 2014-15 fue el máximo goleador de la Eredivisie con 22 goles en 30 partidos, y ayudó al equipo a ganar el título de la Eredivisie por primera vez desde 2008. También ganó personalmente el Johan Cruijff-Schaal por sus actuaciones durante la temporada como el "talento del año". Se unió al Manchester United en mayo de 2015. Durante la temporada 2015-16 obtuvo la tercera mejor venta de camisetas en el mundo detrás de Lionel Messi y Cristiano Ronaldo.
El 20 de enero de 2017 fue presentado como nuevo jugador del Olympique de Lyon de la Ligue 1 de Francia tras pagar 20 millones de euros. Allí recuperó su mejor nivel y fue una pieza fundamental del club llevándolos a competir en altas instancias de la Liga de Campeones de la UEFA y pelear el título de la liga francesa. Ha representado al equipo nacional de los Países Bajos en todos los niveles profesionales desde las primeras etapas de desarrollo bajo la tutela de grandes entrenadores. Formó parte del equipo neerlandés que ganó el campeonato europeo sub-17 de 2011. Hizo su debut con la absoluta en 2013, y al año siguiente formó parte de la selección neerlandesa que quedó tercera en la Copa Mundial de la FIFA 2014.

## Trayectoria

### Inicios
Empezó a jugar al fútbol en un equipo de su ciudad, llamado VV Moordrecht. Con 9 años, abandonó el equipo de su ciudad para fichar por el Sparta Rotterdam y tres años más tarde, ficharía por el PSV Eindhoven. Después de superar una adversidad importante cuando era joven en Moordrecht, su antiguo entrenador juvenil del PSV Eindhoven, Mart van Duren, vio de inmediato una cualidad innata en él. «Me parece comprensible que la gente encuentre similitudes entre Cristiano Ronaldo y Memphis, creo que se acercará a su nivel».

### PSV Eindhoven

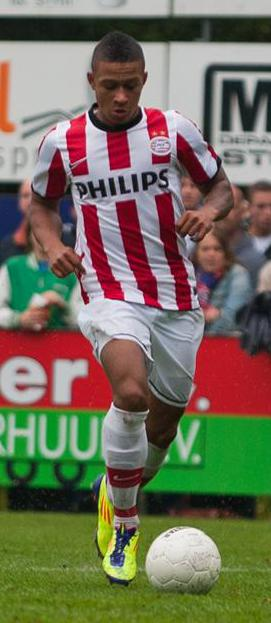
Depay jugando con el PSV

En 2010 estaba a prueba en el primer equipo del club mientras jugaba para Jong PSV, el equipo de reservas del PSV Eindhoven. Jugó en la final de la Copa de los Países Bajos, el 8 de abril de 2012 bajo la dirección del entrenador interino Phillip Cocu, y fue oficialmente incorporado el primer equipo al día siguiente. Jugó 8 partidos y anotó 3 goles en su temporada debut.
La siguiente temporada, con Dick Advocaat como el entrenador del PSV, Memphis se volvió un jugador más importante para el equipo, jugando en 29 partidos de liga. No obstante, el único trofeo que PSV pudo conseguir esa temporada fue el Johan Cruijff-schaal.
Para la temporada 2013-14, Phillip Cocu fue nombrado entrenador en jefe. Memphis volvió a asegurar su puesto como titular en un equipo mayormente conformado por jugadores jóvenes.

### Manchester United

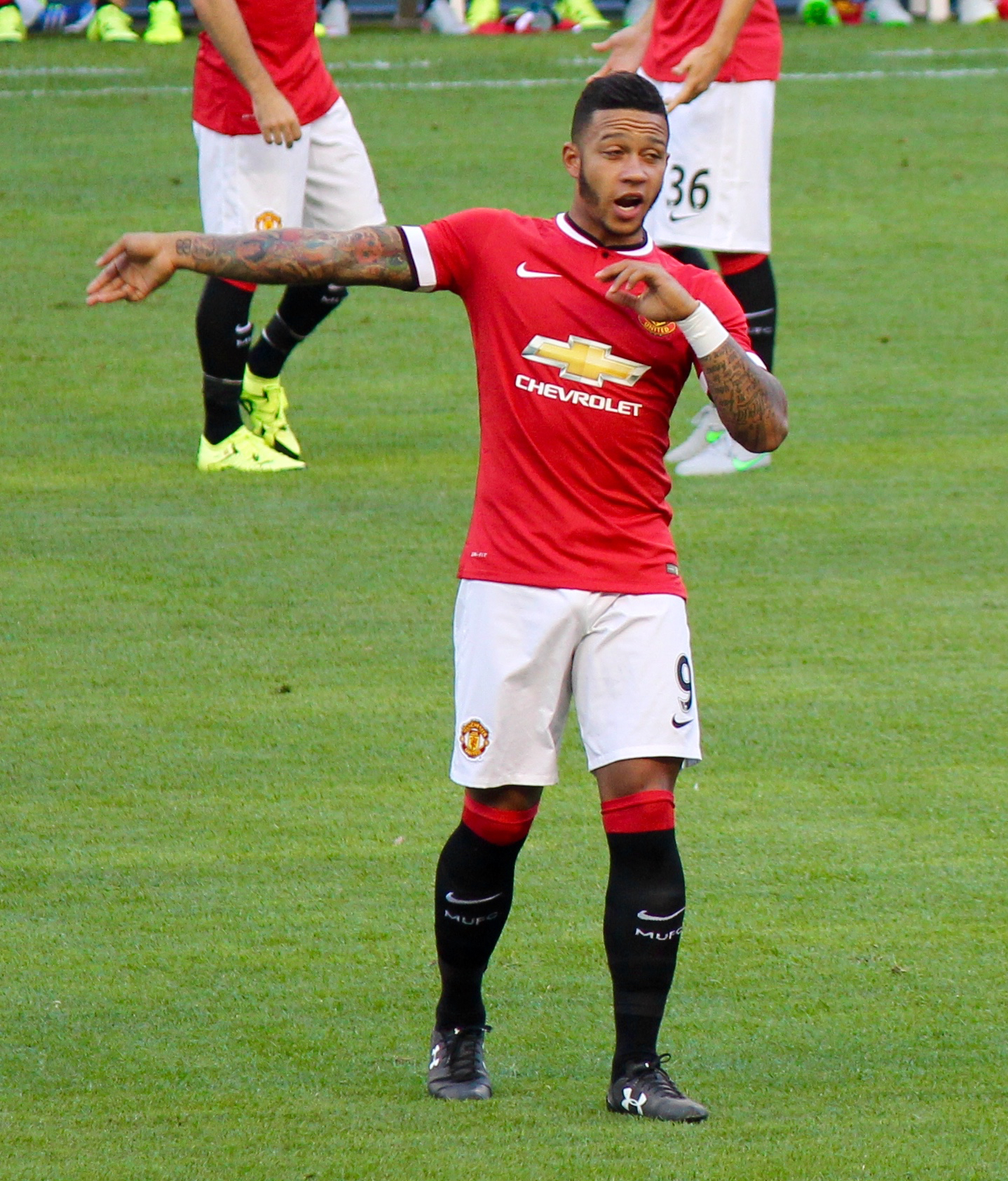
Depay jugando con el United en 2015

Depay había sido objeto de varias ofertas por parte del Arsenal inglés, pero su entrenador, Arsène Wenger, acabó rechazando su fichaje. El 7 de mayo de 2015, el PSV confirmó que había llegado a un acuerdo con el Manchester United para el traspaso de Depay, sujeto a un examen médico. El entrenador del United, Louis van Gaal, dijo que se vio "obligado" a ficharlo antes de tiempo, debido al interés del París Saint-Germain. A pesar de la insistencia del entrenador del Liverpool, Brendan Rodgers, en que nunca había estado detrás de Depay, el director del PSV, Marcel Brands, había declarado que había mantenido conversaciones con el Liverpool sobre un posible fichaje. El 12 de junio de 2015, el United confirmó el fichaje de Depay, por una cantidad que, según se informa, asciende a 25 millones de libras esterlinas, con un contrato de cuatro años con la opción de ampliarlo un año más. Fue presentado como jugador del Manchester United en una rueda de prensa el 10 de julio de 2015. De este modo, se convirtió en el cuarto jugador que llega al United procedente del PSV, tras Jaap Stam, Park Ji-sung y Ruud van Nistelrooy.
Depay debutó con el United en un amistoso de pretemporada contra el América en Seattle el 17 de julio, disputando la primera parte, ya que el United alineó un once diferente para cada 45 minutos. Cuatro días más tarde, marcó su primer gol con el club durante una victoria por 3-1 contra el San Jose Earthquakes. A petición propia, Depay recibió la emblemática camiseta número 7 —que ya habían llevado leyendas del club como George Best, Bryan Robson, Eric Cantona, David Beckham y Cristiano Ronaldo— tras la marcha de Ángel Di María.

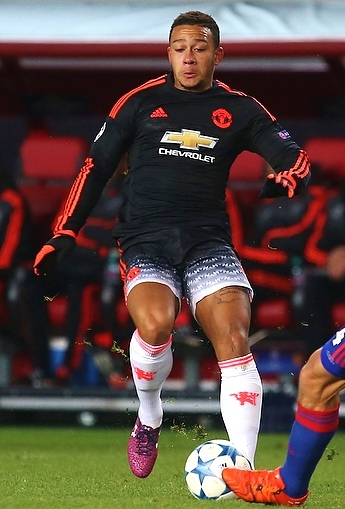
Depay durante un partido de la Liga de Campeones contra el CSKA de Moscú en 2015

Depay debutó en la Premier League el 8 de agosto, en el estreno de la temporada con una victoria por 1-0 sobre el Tottenham Hotspur en Old Trafford. Fue sustituido a los 68 minutos por Ander Herrera, y Van Gaal dijo tras el partido que Depay estaba jugando de forma demasiado ansiosa. El 18 de agosto, Depay marcó sus dos primeros goles con el Manchester United, y asistió al último gol de Marouane Fellaini, en la victoria por 3-1 en casa contra el Club Brujas en la ida de la eliminatoria de la Liga de Campeones. En el partido de vuelta, Depay dio la asistencia para el primero de los tres goles de Wayne Rooney. Volvió a marcar el 15 de septiembre en el primer partido de la fase de grupos de la competición, en la derrota por 2-1 en casa de su antiguo equipo, el PSV. Depay fue etiquetado como el "Hombre Peligroso Europeo" del United tras su temprano éxito en la Liga de Campeones. Depay marcó su primer gol en la Premier League el 26 de septiembre, abriendo una victoria en casa por 3-0 contra el Sunderland, una victoria que puso al United en la cima de la liga por primera vez en 110 semanas.
Después de sus primeros esfuerzos en la Premier League, Depay declaró al periódico neerlandés De Telegraaf: "En Manchester hay muchos partidos. Hay muy pocos días de descanso y en los días de entrenamiento te preocupas sobre todo de recuperarte. Es pesado, dos partidos a la semana, siempre a un alto nivel, y mi cuerpo tiene que acostumbrarse a eso". Estas afirmaciones fueron desmentidas por el segundo entrenador y exjugador del United, Ryan Giggs, quien culpó del bajo estado de forma del jugador a su excéntrica forma de vida. En cuanto a su esto, Van Gaal le advirtió que no emulara a Ángel Di María, que sufrió un revés similar después de fichar por el United, y se marchó antes de la llegada de Depay. Posteriormente, Depay se quedó en el banquillo, junto con su compañero de club y de selección Daley Blind, durante la victoria del United contra el Everton (3-0) el 17 de octubre de 2015, tras el fracaso de la clasificación de Países Bajos para la Eurocopa 2016. A pesar de ello, Depay fue incluido en la lista de 59 candidatos al FIFA Balón de Oro, pero no entró en la lista de candidatos.
Después de haber sido descartado en cuatro partidos consecutivos, Depay fue titular por primera vez como segundo delantero debido a la indisponibilidad de Anthony Martial y Wayne Rooney, y aprovechó la oportunidad con su segundo gol en la liga en la victoria a domicilio por 2-1 sobre el Watford en Vicarage Road. Marcó en el minuto 11 al rematar de volea con la izquierda un centro de Ander Herrera. Su actuación le valió a Depay los elogios de Van Gaal, así como su primera distinción como Jugador del Partido en la Premier League. En un partido de enero de 2016 contra el Chelsea, Depay entró como suplente de última hora. Tres minutos después de su entrada, Depay regaló el balón con un pase erróneo en territorio del Chelsea, y luego no supo replegarse correctamente cuando el Chelsea marcó de contraataque en el tiempo de descuento para lograr el empate.
Depay siguió con un gol en cada uno de los dos partidos de la Liga Europa del United contra el Midtjylland en febrero. Marcó el único gol del United en la derrota por 1-2 en la ida, y luego marcó el último gol en la victoria por 5-1 en casa, lo que permitió al United ganar por 6-3 en el global. Además, en el partido de ida, marcó con una rabona al defensa del Midtjylland André Rømer. Depay fue elogiado por su actuación en el partido de casa, en el que no sólo marcó, sino que también dio la asistencia del primer gol, provocó dos penaltis a su equipo y envió un centro que dio lugar a un gol en propia puerta. Rømer declaró posteriormente: "Nunca he estado tan cerca de llorar después de un partido como hoy. Memphis es el mejor jugador al que me he enfrentado. Es el mejor. Puede hacer cualquier cosa". El entrenador Louis van Gaal calificó el partido de "punto de inflexión" para Depay.
Depay solo disputó cuatro partidos (todos ellos como suplente) y tuvo un tiempo de juego total de solo 20 minutos en la Premier League durante la temporada 2016-17. Solo fue titular en un partido de la temporada 2016-17 —la victoria a domicilio en la tercera ronda de la Copa de la Liga por 3-1 ante el Northampton Town, de la League One, el 21 de septiembre de 2016— y fue sustituido tras jugar 55 minutos de ese partido. Después de ese partido contra el Northampton Town, solo tuvo 46 minutos de juego totales en partidos competitivos con el Manchester United durante el resto de la temporada 2016-17. El último partido de competición de Depay con el Manchester United fue el 24 de noviembre de 2016, cuando jugó los últimos ocho minutos de la victoria en casa por 4-0 en la Liga Europa contra el Feyenoord.

### Olympique de Lyon

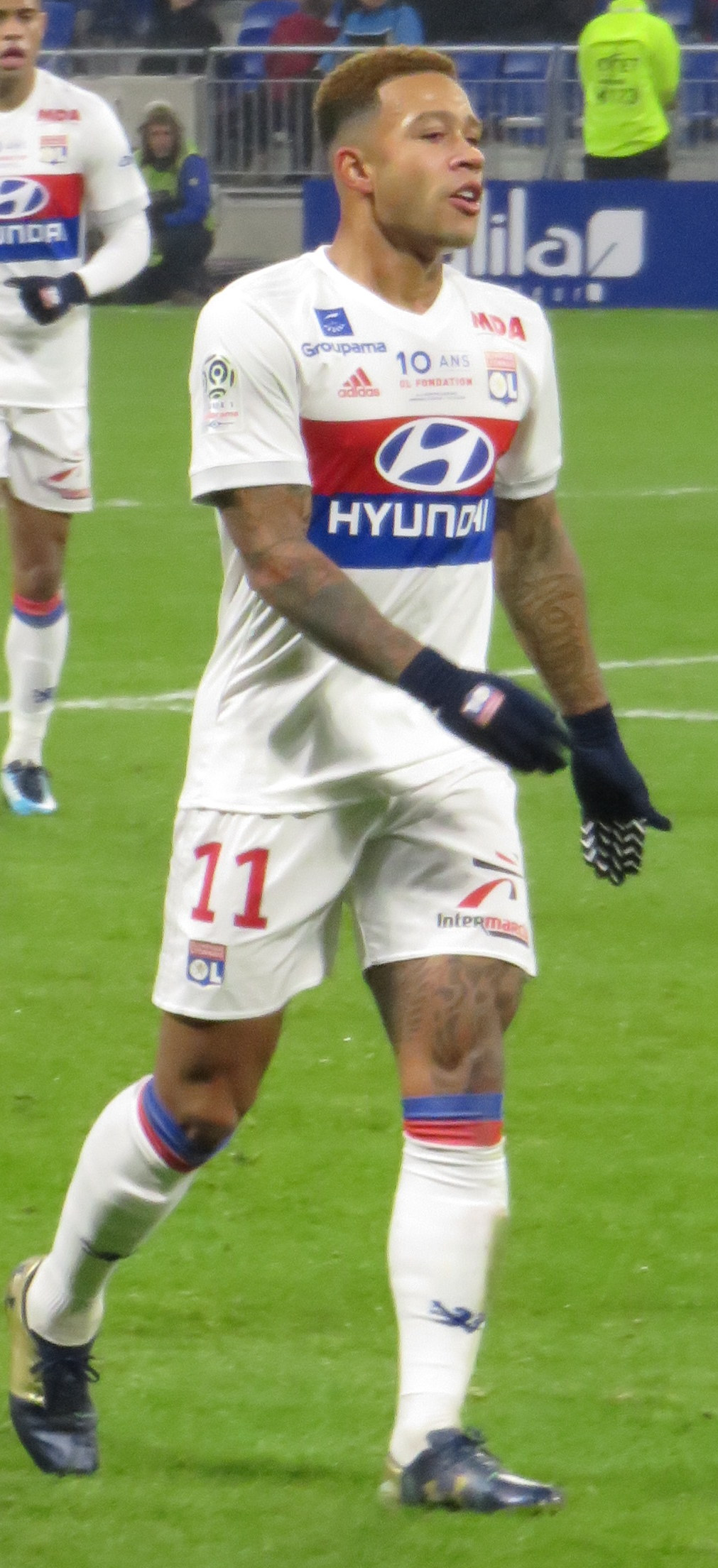
J

El 20 de enero de 2017 fue presentado como nuevo jugador del Olympique de Lyon de la Ligue 1 de Francia tras pagar 18 600 000 de euros, pudiendo llegar a los 22 millones de libras si el equipo lograba la clasificación para la Liga de Campeones de la UEFA y la firma de un nuevo contrato. Los términos del acuerdo también incluían cláusulas de recompra y venta para el Manchester United.
El 22 de enero de 2017 debutó al entrar como sustituto de Mathieu Valbuena en el minuto 79 en un partido de la Ligue 1 en casa contra el Olympique de Marsella que el Lyon ganó por 3-1. Seis días más tarde, fue titular por primera vez con el Lyon en un partido de la Ligue 1 en casa contra el Lille O. S. C., estuvo a punto de marcar al estrellar un disparo por encima del larguero en el minuto 9 y fue sustituido en el minuto 68 por Maxwel Cornet; el Lyon perdió el partido por 2-1.
El 12 de marzo de 2017, en un partido contra el Toulouse F. C., marcó un gol desde casi la línea de medio campo. Dijo después que fue "el gol de mi vida", aunque también se distanció de las comparaciones con el famoso gol de Beckham desde la mitad de la cancha contra el Wimbledon en 1996.
En la última jornada de la temporada 2017-18, marcó un triplete contra el O. G. C. Niza en la victoria del Lyon por 3-2 y se clasificó para la Liga de Campeones de la siguiente temporada.
El 5 de noviembre de 2019 marcó su cuarto gol en otros tantos partidos con el Lyon ante el S. L. Benfica en la victoria por 3-1 en la Liga de Campeones 2019-20. El 10 de diciembre, marcó el gol del empate contra el R. B. Leipzig (2-2) y contribuyó a que el Lyon se clasificara para los octavos de final, con lo que marcó su quinto gol en 5 partidos consecutivos en la competición.
El 15 de diciembre se rompió el ligamento cruzado anterior mientras jugaba contra el Rennes en la Ligue 1, poniendo fin a una exitosa temporada en la que había marcado nueve goles en 12 partidos de liga con el Lyon. Regresó de su lesión para ser titular con el Lyon en la final de la Copa de la Liga francesa contra el París Saint-Germain el 31 de julio de 2020. El 7 de agosto de 2020, Depay marcó en su sexto partido consecutivo de la Liga de Campeones, al transformar un penalti en la derrota por 2-1 ante la Juventus de Turín en el partido de vuelta de los octavos de final; es el segundo jugador neerlandés que marca en seis partidos seguidos de la Liga de Campeones, después de su compañero, el ex delantero del Manchester United Ruud van Nistelrooy. La eliminatoria terminó con un 2-2 en el global, pero el Lyon avanzó por la regla de los goles fuera de casa. El Lyon llegó a las semifinales por segunda vez en su historia después de 2010. 
El 28 de agosto de 2020 marcó un triplete en la victoria por 4-1 contra el Dijon F. C. O., en el primer partido de la temporada 2020-21.
Dejó el Olympique de Lyon al final de la temporada 2020-21, ya que su contrato expiraba al término de la misma.

### F. C. Barcelona
El 19 de junio de 2021 el F. C. Barcelona anunció su llegada a coste cero y firmando un contrato de dos años. Según su abuela, desde los cuatro años aspiraba a ser jugador del conjunto azulgrana. El 24 de julio debutó marcando en la victoria del Barça 3-1 sobre el Girona F. C. en un amistoso. Su estreno en partido oficial llegó el 15 de agosto en la primera jornada de Liga ante la Real Sociedad y dio la asistencia del primer gol a Gerard Piqué. A la semana siguiente llegó su primer tanto y sirvió para lograr un punto en San Mamés.
En el mes de diciembre sufrió una lesión en un partido ante el Bayern de Múnich que lo tuvo alejado un mes de los terrenos de juego, y poco después sufrió un nuevo percance que le obligó a estar otro mes en el dique seco. Volvió a jugar a finales de febrero y en sus dos primeros partidos tras la recuperación consiguió ver puerta, en el segundo de ellos para darle la victoria al equipo ante el Elche C. F.

### Atlético de Madrid
Abandonó el club catalán el 20 de enero de 2023, tras los pocos minutos que venía teniendo. Se marchó a uno de sus rivales en liga, el Atlético de Madrid. Debutó el 21 de enero con su nuevo club saliendo desde el banquillo en un partido de Liga ante el Real Valladolid. Esa misma semana realizó su debut en Copa del Rey en la eliminatoria de cuartos de final ante el Real Madrid. Marcó su primer gol el 12 de febrero ante el Celta de Vigo en Balaídos, un tanto en el minuto 89 que sirvió para dar la victoria al equipo rojiblanco.  Finalizó su primera temporada en el club con nueve partidos disputados y cuatro goles anotados después de sufrir otras dos lesiones que le apartaron de los terrenos de juego.
En la temporada 2023-24 disputó como titular dos de los tres primeros partidos de Liga, anotando dos goles. Sin embargo, en la jornada 3 volvió a caer lesionado y tuvo que ser sustituido en el minuto 35. Reapareció un mes después, el 24 de septiembre, entrando como suplente ante el Real Madrid, pero, de nuevo, sufrió una lesión. Pudo volver a vestir de rojiblanco el 25 de noviembre, en un partido disputado contra el R. C. D. Mallorca.  Días después se estrenó en la Liga de Campeones de la UEFA como rojiblanco ante el Feyenoord. Metió sus dos primeros goles en Copa con el Atlético en la eliminatoria que le enfrentó al C. D. Lugo el 6 de enero. Anotó ante el Sevilla F. C. el único tanto del partido que permitió el pase del equipo rojiblanco a semifinales de la competición copera. Al finalizar la campaña abandonó la entidad habiendo marcado 13 goles en los 40 encuentros que disputó.

### Corinthians
El 9 de septiembre de 2024 se oficializó su llegada al Corinthians de Brasil en calidad de libre, firmando un contrato hasta fines de 2026 y siendo el principal refuerzo para pelear la Copa Sudamericana 2024. Jugó los dos partidos contra Racing Club de Argentina en las semifinales del torneo, siendo clave en los tres goles que convirtió Yuri Alberto en la serie. Sin embargo, su equipo quedó eliminado luego de empatar 2-2 en el Neo Química Arena de São Paulo y perder 2-1 en el Cilindro de Avellaneda.

## Selección nacional

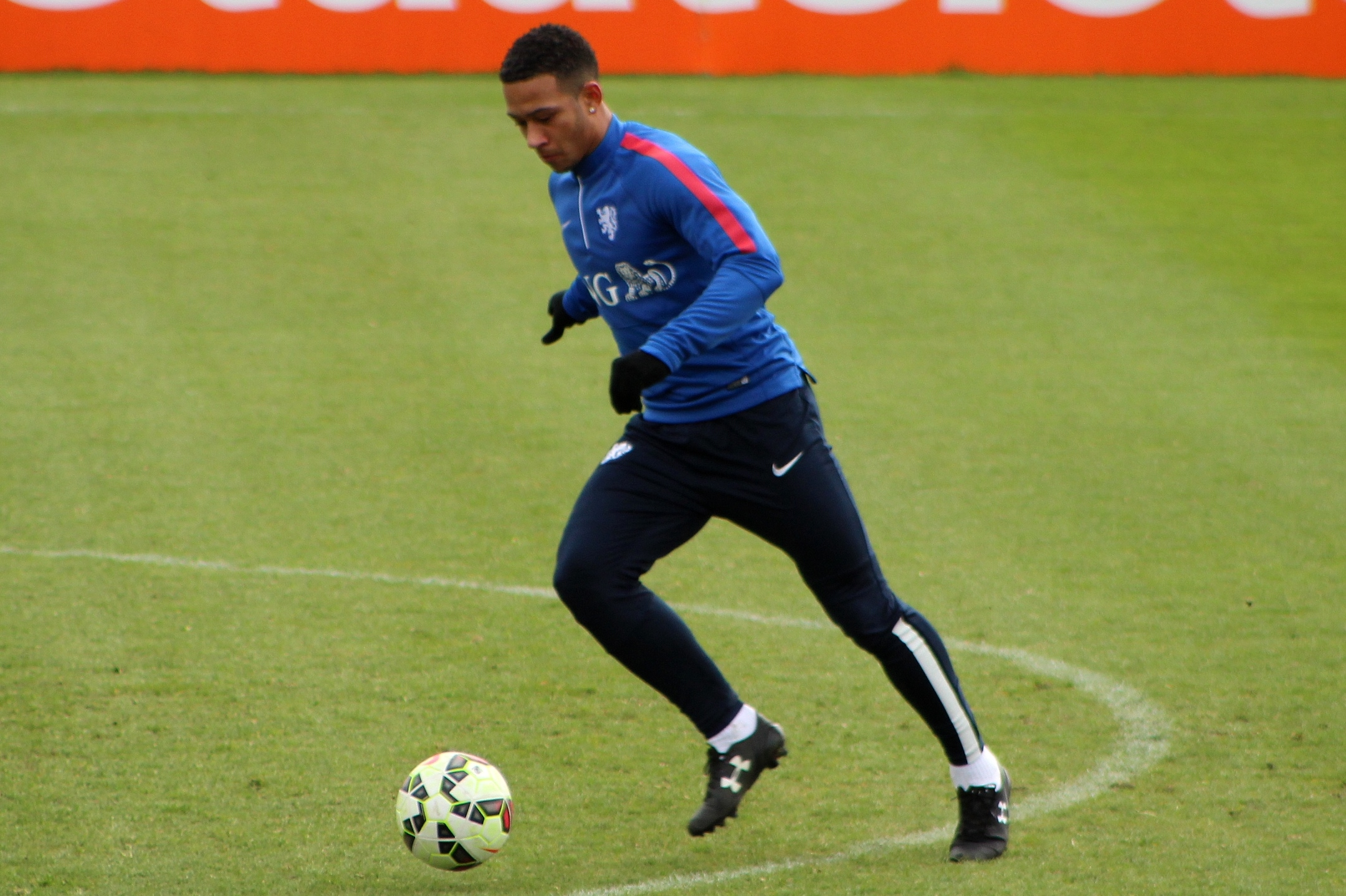
Entrenando con la.

Memphis ha representado a los Países Bajos en varios niveles desde 2010. Con la selección sub-17 ganó el Campeonato Europeo sub-17 de la UEFA 2011, anotando un gol en la final. También jugó para la selección sub-19, anotando ocho goles en siete partidos. Con el equipo sub-21 llegó a las semifinales del Campeonato Europeo de 2013.
Memphis debutó con la selección absoluta el 15 de octubre de 2013 en un partido clasificatorio para Copa Mundial de Fútbol de 2014 ante Turquía, ingresando desde la banca en el minuto 89.
El 13 de mayo de 2014 fue incluido por el entrenador de la selección de los Países Bajos, Louis van Gaal en la lista preliminar de 30 jugadores que representarían a ese país en la Copa Mundial de Fútbol de 2014 en Brasil. Finalmente fue confirmado en la nómina definitiva de 23 jugadores el 31 de mayo.
Memphis anotó su primer gol con la selección neerlandesa en la fase de grupos de la Copa Mundial de Fútbol 2014, consiguiendo la anotación decisiva en la victoria 3-2 sobre Australia.
Pese a irse a jugar al fútbol sudamericano, el entrador de Países Bajos, Ronald Koeman, sostuvo que seguirá siendo jugador seleccionable en caso de mantener su nivel.

### Participaciones en Copas del Mundo
| Mundial                        | Sede   | Resultado        | Partidos | Goles |
| ------------------------------ | ------ | ---------------- | -------- | ----- |
| Copa Mundial de Fútbol de 2014 | Brasil | Tercer puesto    | 4        | 2     |
| Copa Mundial de Fútbol de 2022 | Catar  | Cuartos de final | 5        | 1     |

### Participaciones en Eurocopas
| Eurocopa      | Sede     | Resultado        | Partidos | Goles |
| ------------- | -------- | ---------------- | -------- | ----- |
| Eurocopa 2020 | Europa   | Octavos de final | 4        | 2     |
| Eurocopa 2024 | Alemania | Semifinales      | 6        | 1     |

### Participaciones en clasificación al Mundial
| Edición                       | Resultado  | Partidos | Goles |
| ----------------------------- | ---------- | -------- | ----- |
| Clasificación Mundial de 2014 | 1.er lugar | 1        | 0     |
| Clasificación Mundial de 2018 | 3.er lugar | 4        | 3     |
| Clasificación Mundial de 2022 | 1.er lugar | 10       | 12    |

### Participaciones en clasificación a Eurocopa
| Edición                     | Resultado | Partidos | Goles |
| --------------------------- | --------- | -------- | ----- |
| Clasificación Eurocopa 2016 | 4.º lugar | 8        | 0     |
| Clasificación Eurocopa 2020 | 2.º lugar | 6        | 6     |

## Estadísticas

### Clubes
Actualizado al último partido disputado el 6 de agosto de 2025.
| Club | Div.          | Temporada     | Liga  | Liga  | Liga  | Estatal | Estatal | Estatal | Copas nacionales* | Copas nacionales* | Copas nacionales* | Copas internacionales ** | Copas internacionales ** | Copas internacionales ** | Total | Total | Total | Media goleadora |
| Club | Div.          | Temporada     | Part. | Goles | Asis. | Part.   | Goles   | Asis.   | Part.             | Goles             | Asis.             | Part.                    | Goles                    | Asis.                    | Part. | Goles | Asis. | Media goleadora |
| --- | ------------- | ------------- | ----- | ----- | ----- | ------- | ------- | ------- | ----------------- | ----------------- | ----------------- | ------------------------ | ------------------------ | ------------------------ | ----- | ----- | ----- | --------------- |
| PSV Eindhoven · Países Bajos | 1.ª           | 2011-12       | 8     | 3     | 1     | —       | —       | —       | 3                 | 2                 | 1                 | —                        | —                        | —                        | 11    | 5     | 2     | 0.45            |
| PSV Eindhoven · Países Bajos | 1.ª           | 2012-13       | 20    | 2     | 3     | —       | —       | —       | 5                 | 1                 | 3                 | 5                        | 0                        | 3                        | 30    | 3     | 9     | 0.1             |
| PSV Eindhoven · Países Bajos | 1.ª           | 2013-14       | 32    | 12    | 8     | —       | —       | —       | 1                 | 0                 | 0                 | 10                       | 2                        | 2                        | 43    | 14    | 10    | 0.33            |
| PSV Eindhoven · Países Bajos | 1.ª           | 2014-15       | 30    | 22    | 6     | —       | —       | —       | 1                 | 0                 | 0                 | 9                        | 6                        | 2                        | 40    | 28    | 8     | 0.7             |
| PSV Eindhoven · Países Bajos | Total club    | Total club    | 90    | 39    | 18    | 0       | 0       | 0       | 10                | 3                 | 4                 | 24                       | 8                        | 7                        | 124   | 50    | 29    | 0.4             |
| Manchester United F. C. Inglaterra | 1.ª           | 2015-16       | 29    | 2     | 0     | —       | —       | —       | 8                 | 0                 | 3                 | 11                       | 5                        | 3                        | 48    | 7     | 6     | 0.15            |
| Manchester United F. C. Inglaterra | 1.ª           | 2016-17       | 4     | 0     | 0     | —       | —       | —       | 1                 | 0                 | 0                 | 3                        | 0                        | 0                        | 8     | 0     | 0     | 0               |
| Manchester United F. C. Inglaterra | Total club    | Total club    | 33    | 2     | 0     | 0       | 0       | 0       | 9                 | 0                 | 3                 | 14                       | 5                        | 3                        | 56    | 7     | 6     | 0.13            |
| Olympique de Lyon Francia | 1.ª           | 2016-17       | 17    | 5     | 7     | —       | —       | —       | 1                 | 0                 | 0                 | 0                        | 0                        | 0                        | 18    | 5     | 7     | 0.28            |
| Olympique de Lyon Francia | 1.ª           | 2017-18       | 36    | 19    | 9     | —       | —       | —       | 5                 | 0                 | 0                 | 10                       | 3                        | 2                        | 51    | 22    | 11    | 0.43            |
| Olympique de Lyon Francia | 1.ª           | 2018-19       | 36    | 10    | 9     | —       | —       | —       | 3                 | 1                 | 1                 | 8                        | 1                        | 4                        | 47    | 12    | 14    | 0.26            |
| Olympique de Lyon Francia | 1.ª           | 2019-20       | 13    | 9     | 2     | —       | —       | —       | 1                 | 0                 | 0                 | 8                        | 6                        | 0                        | 22    | 15    | 2     | 0.68            |
| Olympique de Lyon Francia | 1.ª           | 2020-21       | 37    | 20    | 12    | —       | —       | —       | 3                 | 2                 | 0                 | —                        | —                        | —                        | 40    | 22    | 12    | 0.55            |
| Olympique de Lyon Francia | Total club    | Total club    | 139   | 63    | 39    | 0       | 0       | 0       | 13                | 3                 | 1                 | 26                       | 10                       | 6                        | 178   | 76    | 46    | 0.43            |
| F. C. Barcelona · España | 1.ª           | 2021-22       | 28    | 12    | 2     | —       | —       | —       | 1                 | 0                 | 0                 | 9                        | 1                        | 0                        | 38    | 13    | 2     | 0.34            |
| F. C. Barcelona · España | 1.ª           | 2022-23       | 2     | 1     | 0     | —       | —       | —       | 1                 | 0                 | 0                 | 1                        | 0                        | 0                        | 4     | 1     | 0     | 0.25            |
| F. C. Barcelona · España | Total club    | Total club    | 30    | 13    | 2     | 0       | 0       | 0       | 2                 | 0                 | 0                 | 10                       | 1                        | 0                        | 42    | 14    | 2     | 0.33            |
| Atlético de Madrid · España | 1.ª           | 2022-23       | 8     | 4     | 0     | —       | —       | —       | 1                 | 0                 | 0                 | ―                        | ―                        | ―                        | 9     | 4     | 0     | 0.44            |
| Atlético de Madrid · España | 1.ª           | 2023-24       | 23    | 5     | 1     | —       | —       | —       | 5                 | 3                 | 1                 | 3                        | 1                        | 0                        | 31    | 9     | 2     | 0.29            |
| Atlético de Madrid · España | Total club    | Total club    | 31    | 9     | 1     | 0       | 0       | 0       | 6                 | 3                 | 1                 | 3                        | 1                        | 0                        | 40    | 13    | 2     | 0.33            |
| S. C. Corinthians · Brasil | 1.ª           | 2024          | 11    | 7     | 1     | —       | —       | —       | 0                 | 0                 | 0                 | 3                        | 0                        | 3                        | 14    | 7     | 4     | 0.5             |
| S. C. Corinthians · Brasil | 1.ª           | 2025          | 13    | 4     | 4     | 12      | 2       | 5       | 2                 | 1                 | 0                 | 8                        | 1                        | 2                        | 35    | 8     | 11    | 0.23            |
| S. C. Corinthians · Brasil | Total club    | Total club    | 24    | 11    | 5     | 12      | 2       | 5       | 2                 | 1                 | 0                 | 11                       | 1                        | 5                        | 49    | 15    | 15    | 0.31            |
| Total carrera | Total carrera | Total carrera | 347   | 137   | 65    | 12      | 2       | 5       | 42                | 10                | 9                 | 88                       | 26                       | 21                       | 489   | 175   | 100   | 0.36            |
| - (*) Copa de los Países Bajos, Supercopa de los Países Bajos, Copa de la Liga de Inglaterra, FA Cup, Copa de la Liga de Francia, Copa de Francia, Copa del Rey, Supercopa de España y Copa de Brasil. - (**) Liga Europea de la UEFA, Liga de Campeones de la UEFA, Copa Libertadores y Copa Sudamericana. |               |               |       |       |       |         |         |         |                   |                   |                   |                          |                          |                          |       |       |       |                 |

### Hat-tricks
| Partidos en los que anotó tres o más goles | Partidos en los que anotó tres o más goles | Partidos en los que anotó tres o más goles | Partidos en los que anotó tres o más goles | Partidos en los que anotó tres o más goles | Partidos en los que anotó tres o más goles | Partidos en los que anotó tres o más goles |
| N.º                                        | Fecha                                      | Estadio                                    | Partido                                    | Goles                                      | Resultado                                  | Competición                                |
| ------------------------------------------ | ------------------------------------------ | ------------------------------------------ | ------------------------------------------ | ------------------------------------------ | ------------------------------------------ | ------------------------------------------ |
| 1                                          | 22 de octubre de 2017                      | Stade de l'Aube, Troyes                    | Troyes - Olympique de Lyon                 |                                            | 0 - 5                                      | Ligue 1 2017-18                            |
| 2                                          | 19 de mayo de 2018                         | Parc Olympique Lyonnais, Lyon              | Olympique de Lyon - OGC Nice               |                                            | 3 - 2                                      | Ligue 1 2017-18                            |
| 3                                          | 28 de agosto de 2020                       | Parc Olympique Lyonnais, Lyon              | Olympique de Lyon - Dijon FCO              |                                            | 4 - 1                                      | Ligue 1 2020-21                            |
| 4                                          | 7 de septiembre de 2021                    | Johan Cruyff Arena, Ámsterdam              | Países Bajos - Turquía                     |                                            | 6 - 1                                      | Clasificación Mundial 2022                 |

## Vida personal
Nació en la pequeña villa neerlandesa de Moordrecht. Es hijo de un ghanés y de una neerlandesa. Su padre los abandonó cuando tenía 4 años, por lo que prefiere que le llamen Memphis y no Depay.

## Palmarés

### Campeonatos regionales
| Título              | Club              | Estado    | Año  |
| ------------------- | ----------------- | --------- | ---- |
| Campeonato Paulista | S. C. Corinthians | São Paulo | 2025 |

### Campeonatos nacionales
| Título                        | Club                    | País         | Año  |
| ----------------------------- | ----------------------- | ------------ | ---- |
| Copa de los Países Bajos      | PSV Eindhoven           | Países Bajos | 2012 |
| Supercopa de los Países Bajos | PSV Eindhoven           | Países Bajos | 2012 |
| Eredivisie                    | PSV Eindhoven           | Países Bajos | 2015 |
| FA Cup                        | Manchester United F. C. | Inglaterra   | 2016 |
| Community Shield              | Manchester United F. C. | Inglaterra   | 2016 |
| Supercopa de España           | F. C. Barcelona         | España       | 2023 |
| Primera División de España    | F. C. Barcelona         | España       | 2023 |

### Campeonatos internacionales
| Título                 | Club (*)                      | Sede      | Año  |
| ---------------------- | ----------------------------- | --------- | ---- |
| Europeo sub-17         | Selección de los Países Bajos | Serbia    | 2011 |
| Liga Europa de la UEFA | Manchester United F. C.       | Estocolmo | 2017 |

(*) Incluyendo la selección.

### Distinciones individuales
| Distinción                                          | Año  |
| --------------------------------------------------- | ---- |
| Máximo goleador de la Eredivisie (22 goles)         | 2015 |
| Talento neerlandés del año                          | 2015 |
| Mejor jugador joven del mundo según France Football | 2015 |